# Arisaema jingdongense
Arisaema jingdongense — многолетнее клубневое травянистое растение, вид рода Аризема (Arisaema) семейства Ароидные (Araceae).

## Ботаническое описание
Клубень сжато-шаровидный, около 2,5 см в диаметре.

### Листья
Катафиллов 3, бледно-зелёные с пурпуровыми пятнами, до 30 см длиной.
Лист один. Черешок зеленоватый, без пятен, около 65 см длиной, примерно на ¾ вложенный во влагалища, формирующие ложный стебель. Листовая пластинка пальчатораздельная; листочки в числе 7, сидячие, бледно-зелёные снизу, зелёные сверху, продолговато-ланцетовидные, 7—8 см длиной, 1,4—1,6 см шириной, с цельными краями, на вершине заострённые.

### Соцветия и цветки
Цветоножка короче черешка, около 55 см длиной, 2,5—3 мм в диаметре. Покрывало желтоватое, без белых полосок. Трубка цилиндрическая, около 4 см длиной и 9 мм в диаметре, загнутая у горловины; пластинка изогнутая, треугольно-продолговатая, около 7,5 см длиной и 3 см шириной, на вершине заострённая, с нитевидным хвостовидным образованием 4—5 см длиной.
Початок однополый. Мужская зона около 3 см длиной; синандрий плотный. Придаток скрытый в трубке покрывала, оранжево-жёлтый, булавовидный, около 3,5 см длиной и 4 мм в диаметре, гладкий, тупой на вершине.
Цветёт в июне.

## Распространение
Встречается в Китае (Юньнань), Восточных Гималаях.
Растёт в вечнозелёных широколиственных лесах, на высоте от 2400 до 2500 м над уровнем моря.